# Bombardamentul de la Guernica

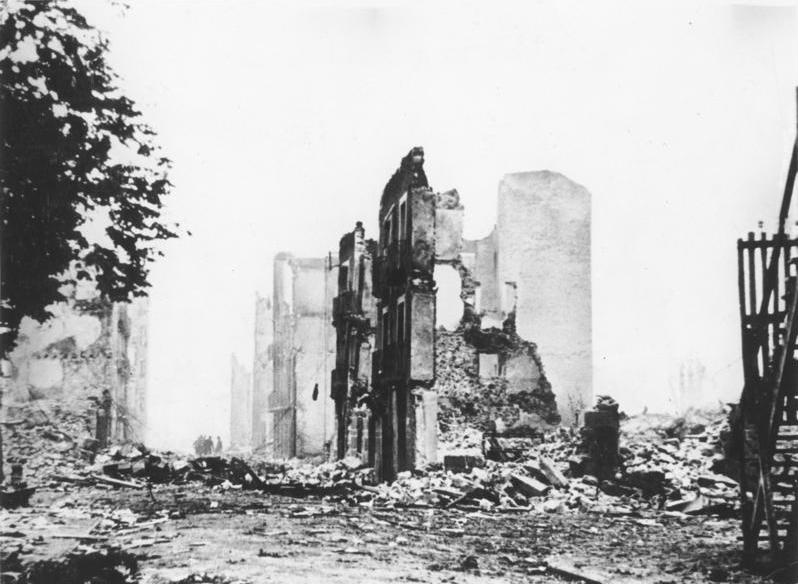
Bombardamentul de la Guernica documentat printr-o fotografie aflată în Arhivele federale ale Germaniei (Bundesarchiv)

Bombardamentul de la Guernica, care a avut loc la data de 26 aprilie 1937, a fost un atac aerian efectuat de aviația Germaniei naziste Luftwaffe, legiunea/divizia „Legion Condor”, asupra orașului basc Guernica.

## Motivele bombardamentului

### Un oraș simbolic
Orașul Guernica avea o valoare simbolică, autonomia juridică și fiscală erau reprezentate de arborele din Guernica, unde regii Castiliei și apoi ai Spaniei mergeau să depună jurământ că vor respecta forurile basce.
Potrivit celor scrise de Pío Moa, arborele din Guernica pe care naționaliștii voiau să-l doboare ar fi fost protejat de carliștii navarezi.

### Situația militară
Ca urmare a vizibilei slabe valori militare pe care o reprezenta orașul Guernica și a enormei disproporții dintre capacitățile de ripostă a apărătorilor și violența atacului, acest bombardament a fost adesea considerat ca fiind unul dintre primele raiduri din istoria aviației militare moderne asupra unei populații civile fără apărare, și denunțat pentru aceasta drept un act terorist, deși capitala, Madrid, fusese deja bombardată cu puțin timp înainte, în mai multe reprize.
Totuși, potrivit unor istorici, Guernica ar fi fost un obiectiv militar de primă importanță. Pío Moa, fost „extremist de stânga”, considerând tezele fasciste ca adevărate, afirmă că trei batalioane (7.000 de oameni) ale forțelor republicane spaniole staționau la Guernica în ziua bombardamentului.

## Bombardamentul

### Desfășurarea operațiilor
Operația militară a avut loc în timpul Războiului Civil Spaniol. Pentru majoritatea distrugerilor este răspunzătoare Legiunea Condor, deși o parte din distrugeri au fost efectuate de trupele voluntare italiene Corpo Truppe Volontarie. Conducerea acțiunilor de bombardare fusese coordonată de generalul Wolfram von Richthofen.
Luftwaffe a mobilizat 24 de bombardiere pentru acest raid, echipate cu bombe de 1, 50 și 250 kg. Acestea au atacat în 2 valuri succesive: primul val, slab coordonat, compus din 6 bombardiere, a lovit orașul pe 26 aprilie, provocând daune minore. Al doilea val, cu 18 bombardiere, a atacat în dimineața zilei de 27 aprilie, cauzând sute de morți și răniți printre populația civilă.
Acest bombardament a fost și este considerat de opinia internațională ca o crimă de război întrucât nu au existat nici un fel de ținte militare, ci doar populație civilă. Este demn de menționat că Guernica era un oraș care nu dispunea de o apărare antiaeriană. Deși diplomații germani au căutat să-i facă răspunzători pe dictatorul spaniol Francisco Franco și pe José Antonio Aguirre, președintele republicii basce, minciuna a fost evidentă pentru toată lumea. În anul 1997, președintele german Roman Herzog a cerut scuze publice tuturor victimelor atacului pentru acest act barbar.

## Victimele: un bilanț controversat

### Bilanțul oficial
Numărul oficial al victimelor, menținut de guvernul basc, era de 1.654 de morți și de peste 800 de răniți. Acesta se potrivește cu mărturiile jurnalistului britanic George Steer, corespondent în acea vreme al publicației The Times, care estimase că la Guernica pieriseră între 800 și 3.000 din cei 5.000 de locuitori ai orașului.

### Controverse
Potrivit BBC, istoriografia recentă vorbește mai degrabă de două sute până la două sute cincizeci de morți și de mai multe sute de răniți. În España en llamas. La Guerra Civil desde el aire (2003), Josep Maria Solé y Sabaté și Joan Villarroya estimează numărul morților la trei sute. Raúl Arias Ramos, în lucrarea sa La Legión Cóndor En La Guerra Civil (2003) estimează numărul victimelor la două sute cincizeci. În sfârșit, un studiu realizat în 2008 de doi istorici ai asociației Gernikazarra, Vicente del Palacio și José Ángel Etxaniz, dă un bilanț de 126 de morți.
Istoricul Pío Moa afirmă că The Times, apropiat lui Churchill, a exagerat, în mod voit, numărul victimelor și a negat orice implicare a aviației italiene (ceea ce fusese dovedit), cu scopul respingerii tezelor pacifiste ale partidului britanic de stânga, Labour Party, și pentru convingerea opiniei publice internaționale că trebuia declarat război contra Germaniei lui Adolf Hitler, insistând asupra amenințărilor pe care această țară o reprezintă.

## Guernica (pictură) de Pablo Picasso
La scurt timp după ce a avut loc acest bombardament, Pablo Picasso a produs o pictură monumentală cu acest subiect, care a devenit ulterior faimoasă.

### Articole conexe
- Bombardamentul de la Wielun
- Crimă de război

### Galerie de imagini

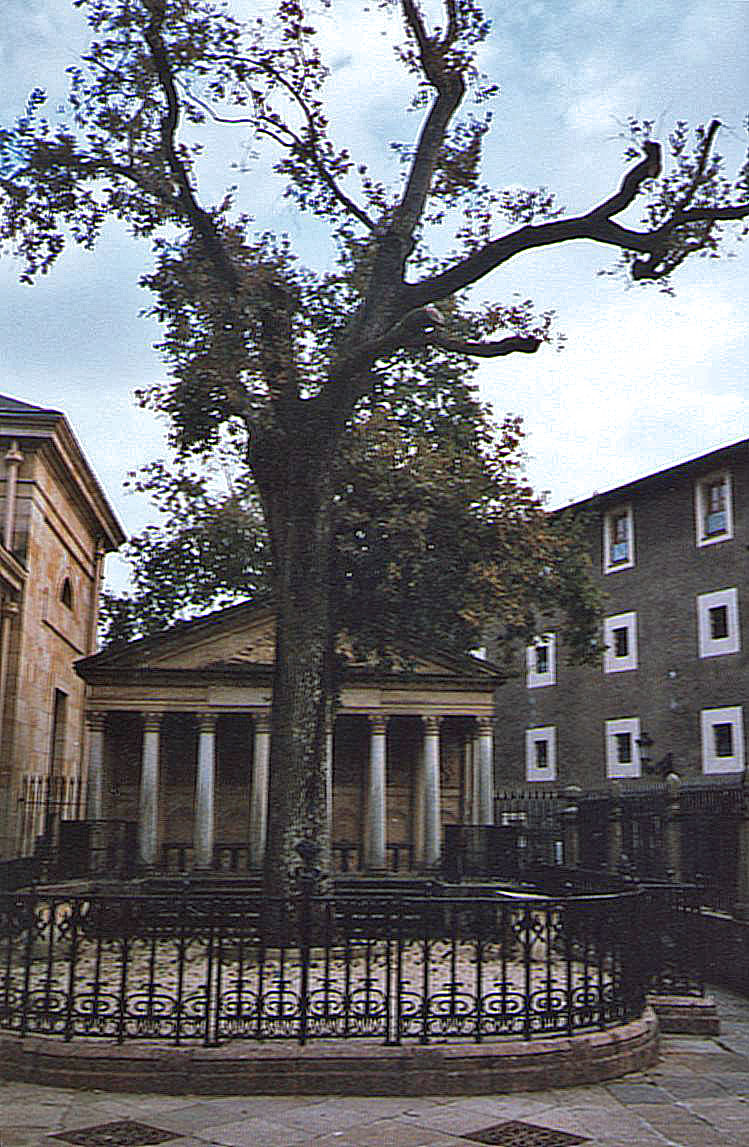
Arborele (cel tânăr) din Guernica
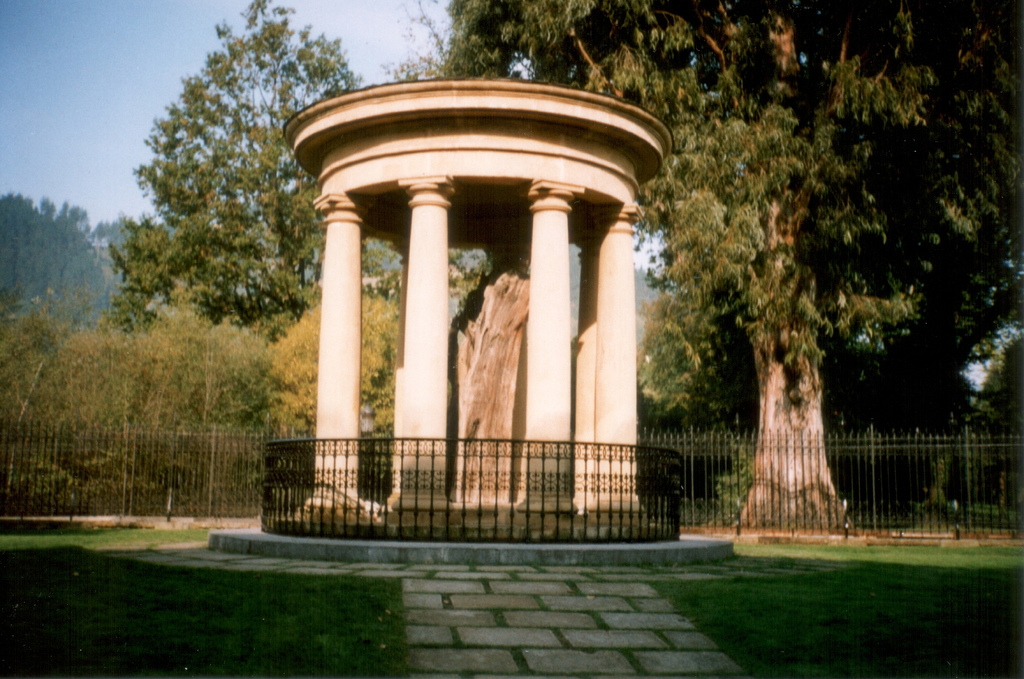
Trunchiul bătrânului arbore din Guernica, alături de cel tânăr
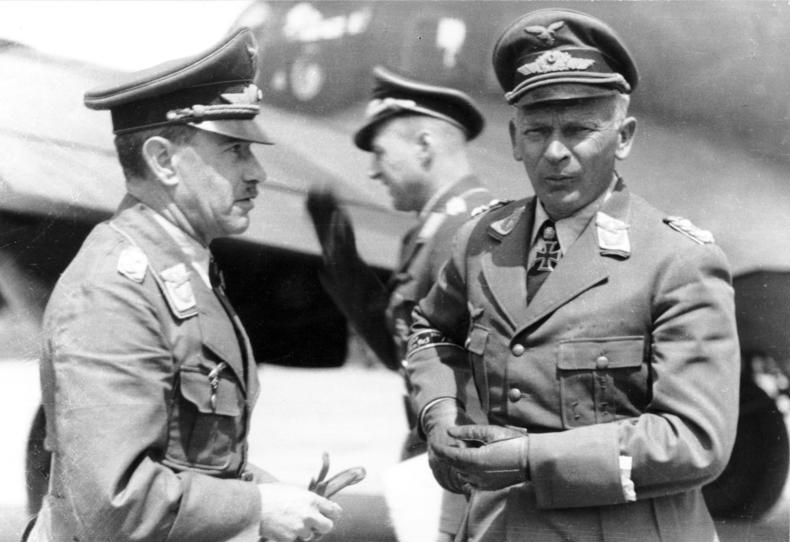
Generalul german Wolfram von Richthofen (în dreapta)
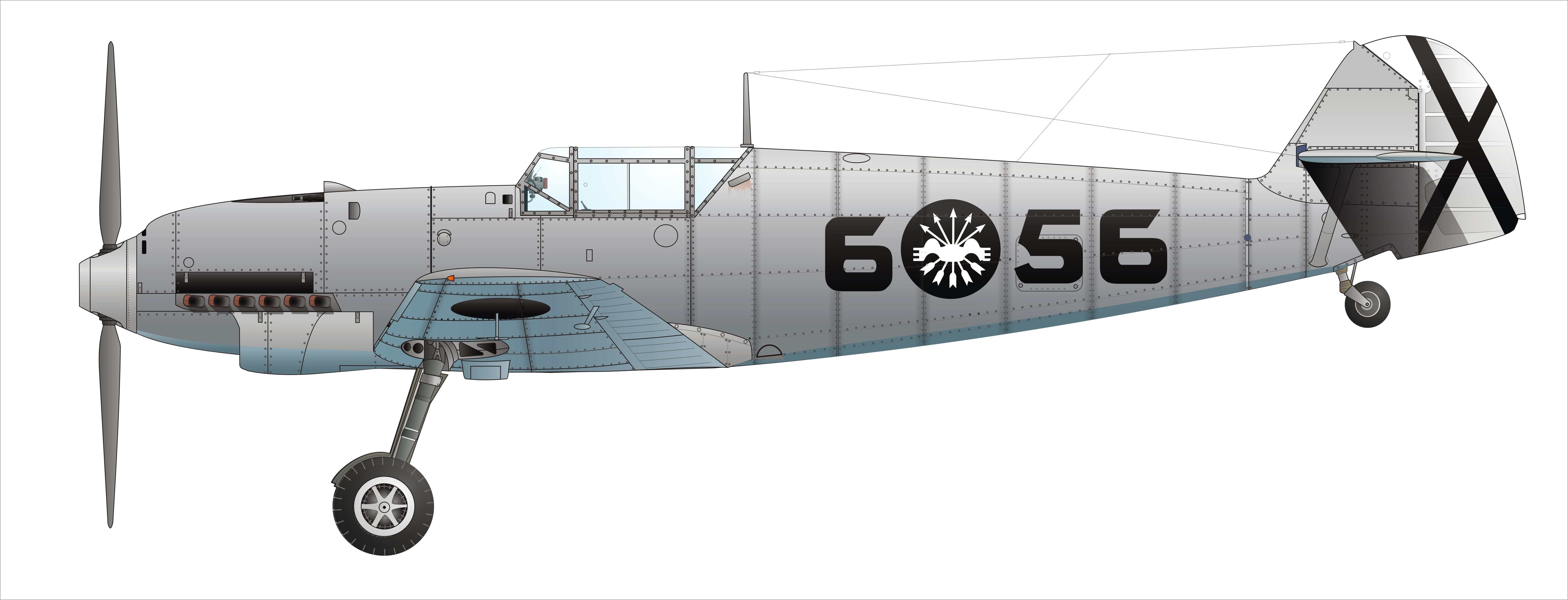
Messerschmitt Bf 109 C-1 al Jagdgruppe 88 al „Legion Condor”, care a participat la 26 aprilie 1937 la bombardementul Guernicăi